# Thrasydoxa tyrocopa
Thrasydoxa tyrocopa är en fjärilsart som beskrevs av Edward Meyrick 1912. Thrasydoxa tyrocopa ingår i släktet Thrasydoxa och familjen signalmalar. Inga underarter finns listade i Catalogue of Life.